# ضبية (الصومعة)
ضبية هي إحدى قرى عزلة المحمدين بمديرية الصومعة التابعة لمحافظة البيضاء، بلغ تعداد سكانها 37 نسمة حسب تعداد اليمن لعام 2004.